# بروومی
بروومی (به چکی: Broumy) یک منطقهٔ مسکونی در جمهوری چک است که در ناحیه بروون واقع شده‌است. بروومی ۲۸٫۵۷ کیلومتر مربع مساحت و ۹۴۳ نفر جمعیت دارد و ۳۴۵ متر بالاتر از سطح دریا واقع شده‌است.